# Automedont de Cízic
|  | Per a altres significats, vegeu «Automedont». |

Automedont (grec antic: Αὐτομέδων) va ser un poeta epigramàtic grec nascut a Cízic. Va viure al segle i, atès que un dels seus poemes està dirigit a Nicetes, un orador del temps de Nerva. Dotze poemes seus figuren a l'Antologia grega.